# Cheval en Albanie
Le cheval en Albanie (albanais : kalë) est surtout représenté par l'élevage de la race commune nationale, l'Albanais. Le nombre de chevaux a continuellement décliné depuis les années 1990. Ces animaux sont surtout utilisés pour l'agriculture et le transport.

## Histoire
Le cheval a longuement joué un rôle important dans l'économie albanaise en raison de l'absence de véhicules motorisés ; l'armée recourt à son usage jusqu'en 1974.
Il est désormais assez peu représenté en Albanie, car il lui est notablement préféré l'âne, particulièrement dans les montagnes, grâce à sa capacité à s'adapter à une nourriture rare,.
La population globale d'équidés a continuellement diminué en Albanie entre 1992 et 2010, cette baisse étant plus marquée concernant le cheval.

## Pratiques et usages

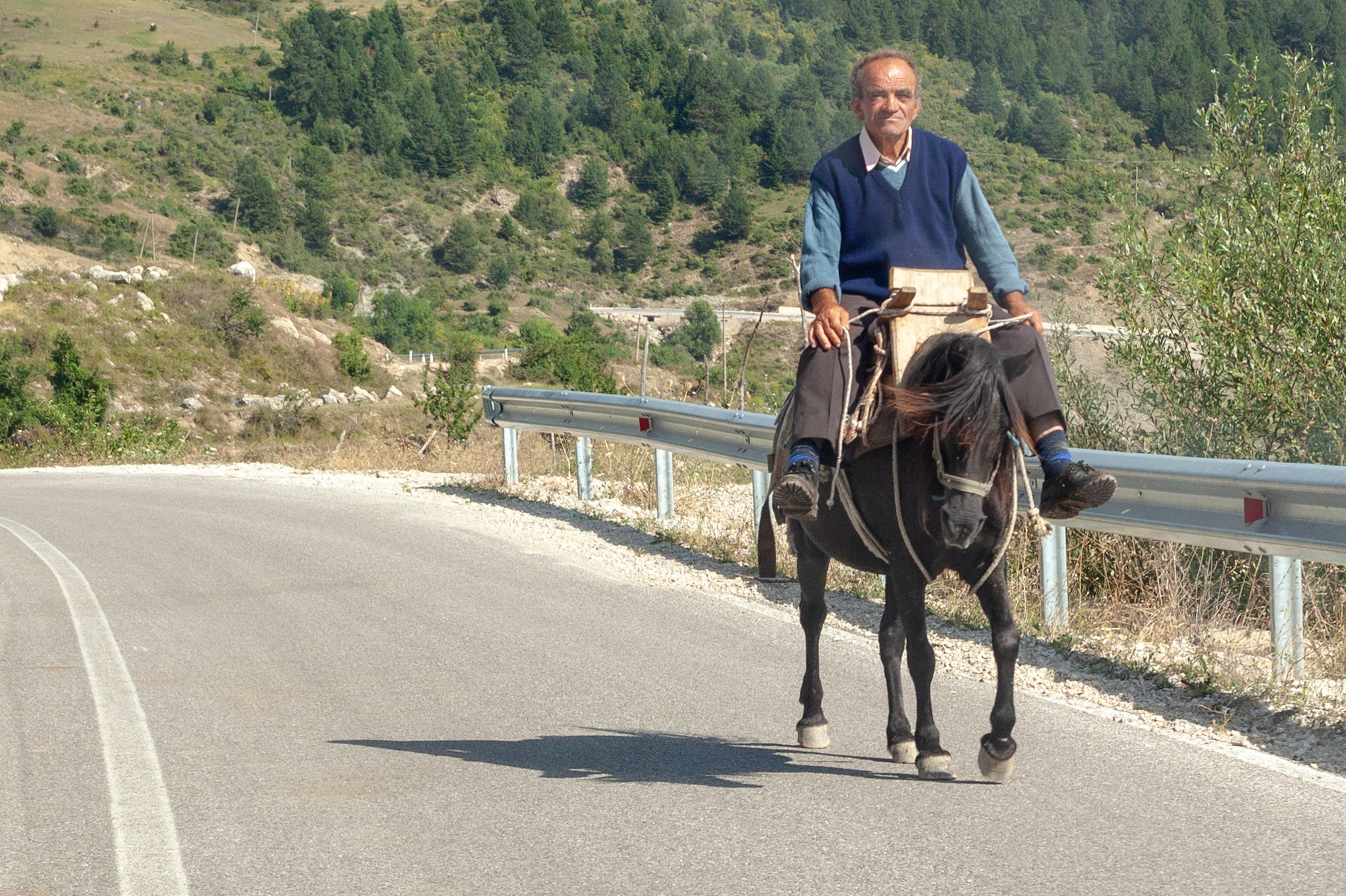
Poney albanais des Balkans monté par un homme à Përmet, pour le transport en montagne.

Le cheval est utilisé pour la selle et la traction, notamment agricole et utilitaire, pour le transport. Il est très généralement bâté, et il est rare d'en voir montés.

## Élevage
En 2012, la population chevaline albanaise est estimée à une médiane de 46 667 têtes dans l'ouvrage de référence Equine Science, ce qui représente 0,08 % de la population chevaline mondiale.
L'élevage des chevaux est placé sous la responsabilité du service de production animale du ministère de l'agriculture et de l'alimentation albanais.  
Généralement, deux grands types de chevaux sont distingués en Albanie : le cheval des montagnes, réputé pour son endurance, et le cheval des plaines.
Quatre races de chevaux sont répertoriées par DAD-IS comme élevées en Albanie : l'Albanais (Comune), l'Arabe, le Haflinger et le Nonius. La race chevaline locale présente le type du poney des Balkans.
En 1996, au moins 6 020 Haflingers sont répertoriés dans tout le pays, pour 1 610 Nonius. En 2002, environ 2020 Pur-sang arabes sont répertoriés, avec une décroissance des effectifs. En 2010, l'Arabe n'est pas menacé de disparition en Albanie.